# Thompson Oliha
Thompson Oliha (Benin City, 4 ottobre 1968 – Ilorin, 30 giugno 2013) è stato un calciatore nigeriano, di ruolo centrocampista.
È deceduto all'età di 44 anni per complicazioni legate alla malaria.

## Palmarès

### Club

#### Competizioni nazionali
- Coppa della Costa d'Avorio: 1

Africa Sports: 1993

#### Competizioni internazionali
- Coppa delle Coppe CAF: 1

Africa Sports: 1992
- Supercoppa CAF: 1

Africa Sports: 1992